# Joana Ntaja
Joana Ntaja, née 25 février 1984 à Blantyre au Malawi et morte le 8 mars 2015 dans la même ville, est une femme politique malawite et la première femme maire de Zomba, la plus ancienne ville du Malawi, entre juillet 2014 et mars 2015.

## Biographie

### Enfance et formations
Joana Ntaja est née 25 février 1984 à Blantyre. Selon une interview qu'elle a accordée peu après avoir été élue maire, elle dit avoir fréquenté plusieurs écoles primaires telles que la St. Pius, la St Anthony, la Zomba Police et l'école primaire de Balaka. Elle fréquente par la suite les écoles secondaires de Balaka et de St Marys. Elle suit également un cours de niveau intermédiaire de secrétariat au Michiru Secretarial College. Joana Ntaja poursuit son cursus à la Lilongwe Technical College et y obtient un diplôme supérieur en gestion des affaires,.

## Carrière
Joana Ntaja est affiliée au Parti démocratique progressiste (DPP) et a été conseillère de la circonscription centrale de Zomba au sein du conseil municipal de Zomba.
Le 14 juillet 2014, elle est élue sixième maire du conseil municipal de Zomba et devient la première femme à accéder à ce poste.

## Vie personnelle et décès
Joana Ntaja est morte le 8 mars 2015 à l'hôpital privé Mwaiwathu de Blantyre des suites du paludisme et de complications gastriques. Elle était mariée et mère de trois enfants. Elle est enterrée au village de Mteje à Chigumula,,,.